# Erica doliiformis
Erica doliiformis är en ljungväxtart som beskrevs av Richard Anthony Salisbury. Erica doliiformis ingår i släktet klockljungssläktet, och familjen ljungväxter. Inga underarter finns listade i Catalogue of Life.